# Malo (formație)
Malo este o formație americană de latino-rock and roll.

## Discografie

### Albums
| An   | Album            | US Top 200 | US R&B |
| ---- | ---------------- | ---------- | ------ |
| 1972 | Malo             | 14         | 10     |
| 1972 | Dos              | 62         | 13     |
| 1973 | Evolution        | 101        | 39     |
| 1974 | Ascención        | 188        | -      |
| 1981 | Malo V           | -          | -      |
| 1986 | Coast To Coast   | -          | -      |
| 1995 | Señorita         | -          | -      |
| 1998 | Rock The Rockies | -          | -      |

### Single-uri
| Dată | Nume                | US Hot 100 |
| ---- | ------------------- | ---------- |
| 1972 | "Suavecito"         | 18         |
| 1972 | "Café"              | -          |
| 1972 | "Latin Bugaloo"     | -          |
| 1972 | "I'm For Real"      | -          |
| 1973 | "I Don't Know"      | -          |
| 1974 | "Love Will Survive" | -          |
| 1981 | "Lady I Love"       | -          |